# Kawakami Gensai
Kawakami Gensai (河上 彦斎 Hà Thượng Ngạn Trai, ngày 25 tháng 12 năm 1834 – ngày 13 tháng 1 năm 1872) là một samurai sống vào cuối thời Edo. Vốn là kiếm sĩ bậc thầy, ông được thiên hạ xưng tụng là một trong bốn sát thủ nổi tiếng nhất của thời kỳ Bakumatsu. Chiêu kiếm tốc độ cao của Gensai cho phép ông ám sát mục tiêu vào ban ngày.

## Tiểu sử

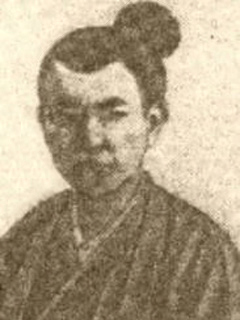
Tranh vẽ Kawakami Gensai

Chào đời với tên khai sinh Komori Genjiro (小森 彦次郎 Tiểu Sâm Ngạn Thứ Lang) ở Kumamoto, tỉnh Higo, Nhật Bản vào năm 1834 với tư cách là con trai thứ hai của Komori Sadasuke (小森 貞助 Tiểu Sâm Trinh Trợ), gia nhân của daimyō phiên Kumamoto và vợ là Waka (和歌 Hòa Ca). Vì anh trai của Genjiro là Hanzaemon được chọn làm người thừa kế gia đình, nên ở tuổi 11, ông được cho làm con nuôi Kawakami Genbei (河上 彦兵衛 Hà Thượng Ngạn Binh Vệ), một hầu cận khác của Kumamoto và được đổi tên thành Kawakami Gensai. Về sau ông nhập học trường của phiên mang tên Thời Tập Quán (時習館), và miệt mài trau dồi học thuật và tập luyện võ thuật. Năm 16 tuổi, ông được gọi đến phục vụ tại thị trấn dưới chân thành Kumamoto với tư cách là người phụ trách quét dọn (Osōji-bōzu お掃除坊主). Mặc dù đây là một vị trí cấp thấp, nhưng Gensai đã dành toàn tâm toàn ý cho nó, sử dụng thời gian rảnh rỗi để trau dồi kỹ năng võ thuật và văn chương, cũng như học sadō (trà đạo) và ikebana (cắm hoa). Tại thời điểm này, Gensai đã gặp hai nhân vật sau này sẽ rất quan trọng trong các hoạt động của Ishin Shishi: Todoroki Buhei và Miyabe Teizō. Nhờ những cuộc thảo luận với họ, ông quan tâm nghiêm túc đến khái niệm kinnō (勤王, cần vương).

## Hoạt động thời Bakumatsu
Năm 1851, ông hộ tống lãnh chúa Kumamoto Hosokawa Narimori và đến Edo để tham gia đợt luân phiên chầu hầu sankin-kōtai của lãnh chúa. Trong thời gian phục vụ lãnh chúa ở Edo, Đề đốc Perry đặt chân đến nước Nhật vào năm 1853. Khi Mạc phủ tham gia vào một loạt các hiệp ước bất bình đẳng ngày càng bất công, Gensai đã bỏ Edo trong cơn giận dữ và trở về Kumamoto, vào học trường Gendōkan của học giả phái kinnō Hayashi Ōen. Sau khi học kỹ lưỡng về triết lý kinnō của Ōen, Gensai trở về Edo.
Gensai có mặt tại dinh Kumamoto ở Edo trong suốt cuộc thanh trừng Ansei. Sau vụ ám sát Ii Naosuke, khi một nhóm võ sĩ quá khích đột nhiên bỏ trốn vào trong dinh thự, Gensai là người làm dịu đi sự náo động sau đó, gọi bác sĩ và tổ chức một buổi trà đạo riêng cho đám võ sĩ. Chính trong buổi lễ này, ông đã bày tỏ lòng ngưỡng mộ dành cho họ.
Năm 1861, Gensai kết hôn với Misawa Teiko, con gái của một gia nhân khác từ phiên Kumamoto. Vốn xuất thân từ nhà võ sĩ, Teiko khá thành thạo trong việc sử dụng naginata. Đôi vợ chồng có với nhau một người con trai tên là Gentarō vẫn sống sót sau khi Gensai bị hành quyết, nhờ nỗ lực của Teiko.
Năm 1862, ông gia nhập nhóm chí sĩ của phiên Kumamoto, được giao phó nhiệm vụ an ninh ở Kyoto. Sau sự kiện chính trị của phiên Higo, ông rời khỏi đó và đến phiên Chōshū trở thành vệ sĩ riêng của Sanjō Sanetomi. Chính tại thời điểm này, ông quyết định từ bỏ làm bōzu, và ngay sau đó, chấm dứt việc phụng sự phiên Kumamoto hoàn toàn. Năm 1864, ông mất đi người thầy đáng kính Miyabe Teizō trong vụ tập kích của Shinsengumi tại Ikedaya.
Ngay sau đó, Gensai đã thực hiện vụ ám sát nổi tiếng nhất và duy nhất được chứng nhận: đó là Sakuma Shōzan. Cùng với ít nhất ba võ sĩ khác, họ phục kích và tấn công Shōzan vào ban ngày ngày 12 tháng 8 năm 1864, và kết thúc bằng việc Gensai giết chết ông ấy bằng một nhát kiếm chí mạng. Ngay sau sự việc đó, tại ngôi chùa Tenryuji ở Saga Tenryu-ji, Kyoto, Gensai nói với các đồng đội của mình, "Đây là lần đầu tiên tôi thực sự cảm thấy mình đã giết một ai đó, tóc trên đầu tôi dựng đứng vì ông ta là vĩ nhân của thời đại." Trong khi các vụ ám sát khác mọi người đều đồn thổi cho Gensai, chỉ có vụ giết Shōzan là do chính tay ông làm.
Sau đó, ông rút về Chōshū và tham gia các hành động quân sự của Kiheitai dưới sự lãnh đạo của Takasugi Shinsaku chống lại đợt thảo phạt Chōshū của Mạc phủ. Trong chiến dịch Chōshū của Mạc phủ Tokugawa, ông liều mình tử chiến vì Chōshū và cuối cùng đã giành chiến thắng trong trận chiến. Tuy nhiên, trong khi hành quân ở Kokura, ông dứt khoát đầu hàng quân binh phiên Kumamoto, và bị bắt giam cho đến tận lúc Minh Trị Duy tân.

## Cuối đời

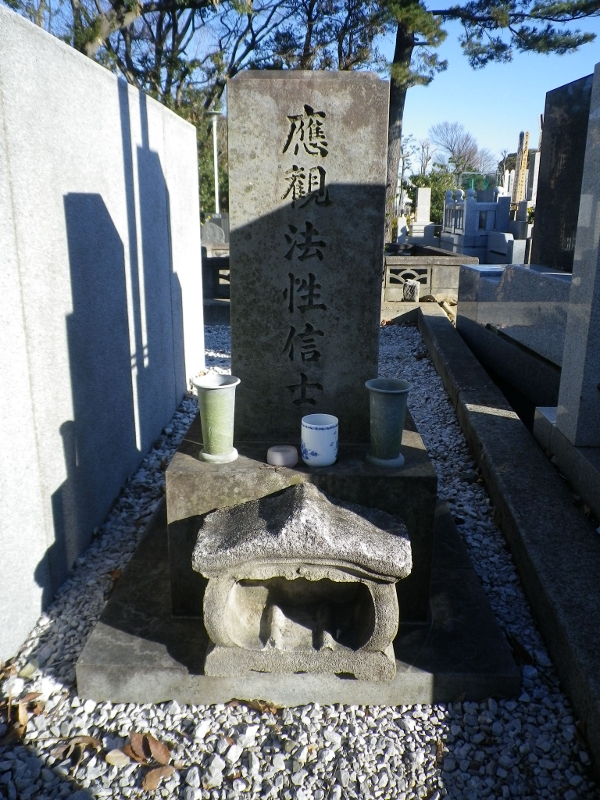
Mộ Kawakami Gensai tại Ikegami Honmon-ji, Tokyo, Nhật Bản

Sau khi Minh Trị Duy tân thành công vào năm 1868, Gensai được ra tù. Ông đổi tên thành  Kouda Genbei (高田 源兵衛 Cao Điền Nguyên Binh Vệ), có thời gian làm quan chức quân đội và thầy dạy kiếm cho phiên Kumamoto. Tuy nhiên, vì chứa chấp một số cựu binh phản loạn Kiheitai dưới quyền đồng đội cũ Oraku Gentarō, ông bị tân chính phủ bắt giam vào tháng 11 năm 1870 rồi sau bị chuyển đến một nhà tù ở Tokyo vào năm 1871. Cuối cùng ông bị xử trảm ở Kodemmachōin, Nihombashi (日本橋小伝馬町 Nihombashi-kodemmachōin), Tokyo vào ngày 13 tháng 1 năm 1872. Di hài của ông được bạn bè cũ đem chôn cất tại Ikegami Honmon-ji, Tokyo.

## Ảnh hưởng văn hóa
Kiếm sĩ và kẻ lang thang hư cấu, Himura Kenshin, từ loạt manga dài tập Rurouni Kenshin được lấy cảm hứng từ Gensai. Nhân vật này là một cựu sát thủ ăn năn, người đã thề không bao giờ giết người 10 năm sau Minh Trị Duy tân.